# Gösta William Larsson
Gösta William Larsson, känd som GW Larsson, född 23 maj 1906 i Löderup, Österlen, död 1987 i Urshult, var en svensk polis, kriminalkommissarie och 1952–1970 chef för mordkommissionen vid Stockholmspolisen.
GW Larsson började sin bana 1923 som biträde åt landsfiskalen i Höör och fick 1931 anställning som extra poliskonstapel vid ordningspolisen i Stockholm. I början av kriget fick han sina första uppdrag som civilklädd spanare. Han var omvittnat effektiv och noggrann. Några av hans mest uppmärksammade fall var Lill-Jansmordet 1953 och morden på Kerstin Blom 1955 och Kickan Granell 1965.
År 1971, året efter GW Larssons pension, gav Bonnier ut hans bok Mordets verkliga ansikte: en kriminalkommissaries minnen. Enligt historikern Peter Englund, som skrivit en roman om mordet på Kickan Granell 1965, lånade Maj Sjöwall och Per Wahlöö drag av GW Larsson när de skapade sin deckare Martin Beck.